# جون أنديرس ليندر
جون أنديرس ليندر (بالسويدية: Johan Anders Linder)‏ هو مهندس معماري وقسيس سويدي، ولد في 20 نوفمبر 1783، وتوفي في 1877 في أوميو في السويد.